# Merkersdorf (Gemeinde Ernstbrunn)
Merkersdorf ist eine Ortschaft und eine Katastralgemeinde der Marktgemeinde Ernstbrunn im Bezirk Korneuburg in Niederösterreich. Die Ortschaft hat 148 Einwohner (1. Jänner 2024). Bis Ende 1969 war Merkersdorf eine eigenständige Gemeinde.

## Geografie
Das südlich des Ernstbrunner Waldes gelegene Dorf ist über die Landesstraße L27 erreichbar. Beim Ort entspringt der Senningbach.

## Geschichte
Laut Adressbuch von Österreich waren im Jahr 1938 in der Ortsgemeinde Merkersdorf ein Gastwirt, ein Gemischtwarenhändler, ein Schmied, zwei Schuster, zwei Viktualienhändler und mehrere Landwirte ansässig.
Mit 1. Jänner 1970 wurden im Zuge der Niederösterreichischen Kommunalstrukturverbesserung die bis dahin selbständigen Gemeinden Klement, Lachsfeld, Merkersdorf, Naglern und Simonsfeld nach Ernstbrunn eingemeindet.